# マキシミリアン・フォン・ヘルフ

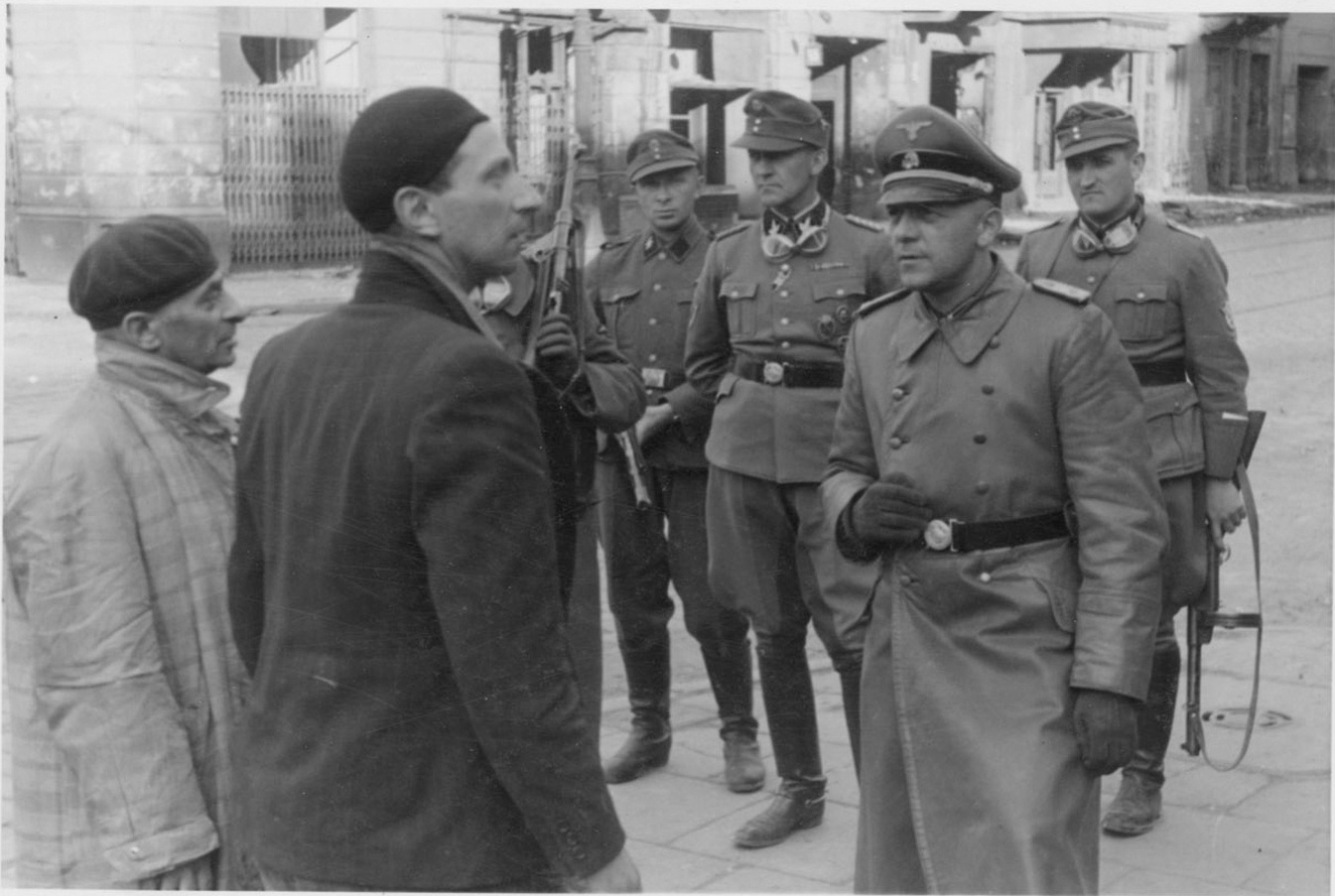
2人のユダヤ人レジスタンスを尋問するマクシミリアン・フォン・ヘルフ。ユルゲン・シュトロープ（後列中央）がハインリヒ・ヒムラーに宛てたワルシャワ・ゲットー蜂起の1943年5月の報告書より。

マキシミリアン・フォン・ヘルフ（Maximilian von Herff、1893年4月17日‐1945年9月6日）は、ナチス・ドイツの軍人。親衛隊の将軍。親衛隊の12ある本部の1つ「親衛隊人事本部」（SS Personalhauptamt）の本部長を務めた。最終階級は親衛隊大将（SS-Obergruppenführer）。

## 略歴
ハノーファー出身。第一次世界大戦に従軍。一級鉄十字章と二級鉄十字章を受章している。戦後のヴァイマル共和国時代、ナチス時代のドイツ国防軍にも残留した。第二次世界大戦開戦の際には中佐階級となっていた。北アフリカで戦闘団「フォン・ヘルフ（von Herff）」を指揮して活躍した。1941年6月に騎士鉄十字章を叙勲し、10月に大佐に昇進している。
1942年4月1日には国家社会主義ドイツ労働者党（ナチス党）に入党（党員番号8,858,661）、また親衛隊に入隊（隊員番号405,894）した。1942年5月から敗戦までの間、親衛隊人事本部の本部長をつとめていた。親衛隊の12の本部の本部長達の中では唯一の騎士鉄十字章の叙勲者であった。ドイツの敗戦後捕虜となり、イギリスのConishead Priory軍事病院で死去した。

## 階級

### ドイツ陸軍
- 1915年2月11日:少尉（Leutnant）（辞令1913年6月23日）
- 1918年10月18日:中尉（Oberleutnant）
- 1928年2月1日:大尉（Hauptmann）
- 1934年10月1日:少佐（Major）
- 1937年8月1日:中佐（Oberstleutnant）
- 1941年10月1日:大佐（Oberst）

### 親衛隊
- 1942年4月20日:親衛隊少将及び武装親衛隊少将（SS-Brigadeführer und Generalmajor der Waffen-SS）
- 1943年1月30日:親衛隊中将及び武装親衛隊中将（SS-Gruppenführer und Generalleutnant der Waffen-SS）
- 1944年4月20日:親衛隊大将及び武装親衛隊大将（SS-Obergruppenführer und General der Waffen-SS）

## 叙勲
- 二級鉄十字章（Eisernes Kreuz(1914) II. Klasse
- 一級鉄十字章（Eisernes Kreuz(1914) I. Klasse
- ヘッセン勇敢メダル（Hessische Tapferkeitsmedaille）
- de:Krieger-Ehrenzeichen in Eisen
- ホーエンツォレルン王家勲章騎士章（Ritterkreuz des Königlichen Hausordens von Hohenzollern）
- Schaumburg-Lippisches Kreuz für Treue Dienste
- de:Verwundetenabzeichen (1918) in Schwarz am 11. Januar 1919
- 名誉十字章前線戦士章（Ehrenkreuz für Frontkämpfer）
- Österreichische Kriegserinnerungsmedaille
- Ungarische Kriegserinnerungsmedaille
- 1938年3月13日記念メダル（Medaille zur Erinnerung an den 13. März 1938）
- 1938年10月1日記念メダル（Medaille zur Erinnerung an den 1. Oktober 1938）
- 四級から一級国防軍勤続章（Wehrmacht-Dienstauszeichnung IV. bis I. Klasse）
- 二級鉄十字章略称（Spange zum Eisernen Kreuz II. Klasse）
- 一級鉄十字章略称（Spange zum Eisernen Kreuz I. Klasse）

- 戦傷章銀章（1939年）（Verwundetenabzeichen(1939) in Silber）
- 騎士鉄十字章（Ritterkreuz des Eisernen Kreuzes）
- 軍事武勇金メダル（イタリア勲章）（Italienische Silberne Tapferkeitsmedaille im Jahr 1943）
- de:Ärmelband Afrika im Jahr 1943
- 戦車バッジ銀章（de:Panzerkampfabzeichen in Silber）
- SS-Zivilabzeichen (10.141) [1]
- 親衛隊全国指導者名誉長剣（Ehrendegen des RFSS）
- 親衛隊名誉リング（SS-Ehrenring）
- Winkel für ehemalige Polizei- und Wehrmachtsangehörige (Winkel mit Stern)
- SS-Julleuchter